# 加藤弘之 (テレビドラマ監督)
加藤 弘之（かとう ひろゆき、1968年4月4日 - ）は、主に特撮テレビドラマ作品の監督・演出家。神奈川県出身。亜細亜大学卒業。

## 来歴
大学時代に所属していた映画サークルの先輩の口利きで、東映ビデオスタジオ制作の帯ドラマや2時間ドラマの助監督を務める。1993年、『有言実行三姉妹シュシュトリアン』よりサード助監督として特撮番組に関わるようになる。『シュシュトリアン』終了後は、メタルヒーローシリーズにスライドし『ブルースワット』のセカンド助監督として参加し、終盤でチーフ助監督を初担当する。その後同時間帯の番組でセカンドとチーフを交互に務めながら、『ビーファイターカブト』初期にチーフ専任となる。1999年、31歳の時に『燃えろ!!ロボコン』第37話「モモコ史上最大の危機（ピンチ）」にて監督デビュー。2000年の『未来戦隊タイムレンジャー』からはスーパー戦隊シリーズに現場を移したが、他のジャンルも勉強したいとの考えから、『爆竜戦隊アバレンジャー』までは東映以外の現場で教育映画・PRビデオ・イベント映像などの仕事も並行していた。『美少女戦士セーラームーン』でチーフ助監督として東映レギュラーに復帰し、『Sh15uya』を経て『魔法戦隊マジレンジャー』から戦隊に復帰する。
2007年、39歳の時に『獣拳戦隊ゲキレンジャー』にて助監督兼任として本編2本と講談社スペシャルDVDの演出を担当。2008年『炎神戦隊ゴーオンジャー』では助監督兼任で本編2本を演出する傍ら、スピンオフネットムービーの演出を担当する。
2009年『侍戦隊シンケンジャー』では番組開始時期はチーフ助監督を務めていたが、中盤に入ってからはローテーション監督の入りを果たした。このことに関して本人は「諸田敏監督が『仮面ライダーW』へ参加することになり、その後に入ってくれとプロデューサーに言われました。諸田監督の後ということで、ものすごいプレッシャーがありましたが、自分なりに出来ることをしようと思いました」とコメントしている。『天装戦隊ゴセイジャー』以降、戦隊シリーズの中心的監督として活躍。2016年の『動物戦隊ジュウオウジャー』では初めて最終回を担当した。

## 人物・エピソード
- 漫画が好きで、高校時代は自分で漫画を描いていたが、その頃に自主制作の8ミリ映画を作ったことがきっかけで大学では映画サークルに所属した[5]。
- 竹本昇と同様、イラストが得意で別名「時計屋」で『テツワン探偵ロボタック』『燃えろ!!ロボコン』などの劇中イラストも手描けたほか、『美少女戦士セーラームーン』Act.9で劇中のテレビ番組に出てくる「銀水晶の想像図」や、Act.10でうさぎがルナに「かぐや姫」の話を語って聞かせるときのイラストや同作品の物語のカギとなる「エンディミオンの部屋の風景画」などを手描けた。さらに『炎神戦隊ゴーオンジャー』では第13話「侠気（おとこぎ）マンタン」でゲスト出演した菅田俊の背中の刺青を描いた。[要出典]
- 諸田敏ほどではないが加藤自身もカメオ出演した経験があり、『美少女戦士セーラームーン』のAct.41で白衣にボール箱を抱え、「長生き」の文字が描かれた扇子を持った理科の先生（呼び名は加藤先生）を演じている。[要出典]
- プロデューサーの宇都宮孝明によるとものすごい早撮りで、特に『ゴーカイジャー』ではスケジュールが悪く加藤の撮りの早さに随分助けられたという[7]。ただスケジュールを気にしすぎるところもあるため、あとはもっと「加藤らしさ」を出してもらえれば何も言うことがないそうである。スーパー戦隊シリーズで助監督を務めた荒川史絵も、ロケ地など制作側の都合で選んだものをうまく使うと評している[8]。
- 『仮面ライダー×スーパー戦隊 スーパーヒーロー大戦』は当時、戦隊の本編演出経験がなかった金田治直々の依頼でアドバイザー的な立場で監督補として参加。金田曰く「非常に助かった」そうである。因みに金田と加藤とコンビを組むのは1996年制作の『ビーファイターカブト』以来約16年ぶりだった。[要出典]
- 『獣電戦隊キョウリュウジャー』のローテーションでは、坂本浩一の担当回に重要エピソードが集中するなどしたため、再生怪人の登場など予算を節約する回を担当することが多くなったが[9]、加藤自身は再生怪人は初登場回に負けないよう燃えると述べている[1]。
- 『獣電戦隊キョウリュウジャー』では、変身後のヒーローの描写でマスク内の素顔の表情を見せる演出を多用している[1]。
- 『獣電戦隊キョウリュウジャー』に出演していた丸山敦史は、加藤についてしっかりとしたプランを持ってきっちり撮る監督であったと評している[10]。スーパー戦隊シリーズで助監督を務めた荒川史絵も同様の評価をしているほか、ギャグへのこだわりもあることを証言している[8]。
- 『烈車戦隊トッキュウジャー』に加藤の担当回では関根の持ちネタを取り入れることが多く[11]、ローテーションの前の組へ打ち合わせに来ることもあったという[12]。
- 『烈車戦隊トッキュウジャー』に出演した森高愛や『手裏剣戦隊ニンニンジャー』の出演陣は、俳優側からの提案を受け入れることが多かったと証言している[13][14]。また、森高は『トッキュウジャー』第38話（第38駅）での映画監督の「なりきり」では喋り方など加藤を参考にしたという[13]。
- ウルトラシリーズを愛好しており、『ニンニンジャー』忍びの26ではウルトラマンのパロディを取り入れている[2]。

## 監督作品

### テレビドラマ
- 燃えろ!!ロボコン（1999年 - 2000年、東映・テレビ朝日・ASATSU-DK）[注釈 1][注釈 2]
- スーパー戦隊シリーズ（テレビ朝日・東映・東映エージエンシー）
  - 獣拳戦隊ゲキレンジャー（2007年 - 2008年）[注釈 2]
  - 炎神戦隊ゴーオンジャー（2008年 - 2009年）[注釈 2]
  - 侍戦隊シンケンジャー（2009年  - 2010年）[注釈 2]
  - 天装戦隊ゴセイジャー（2010年  - 2011年）
  - 海賊戦隊ゴーカイジャー（2011年 - 2012年）
  - 特命戦隊ゴーバスターズ（2012年 - 2013年）
  - 獣電戦隊キョウリュウジャー（2013年 - 2014年）
  - 烈車戦隊トッキュウジャー（2014年 - 2015年）[注釈 3]
  - 手裏剣戦隊ニンニンジャー（2015年 - 2016年）[注釈 4]
  - 動物戦隊ジュウオウジャー（2016年 - 2017年）[注釈 5]
  - 宇宙戦隊キュウレンジャー（2017年 - 2018年 ）
  - 快盗戦隊ルパンレンジャーＶＳ警察戦隊パトレンジャー（2018年- 2019年）
  - 騎士竜戦隊リュウソウジャー（2019年 - 2020年）
  - 魔進戦隊キラメイジャー（2020年 - 2021年）
  - 機界戦隊ゼンカイジャー（2021年 - 2022年）
  - 暴太郎戦隊ドンブラザーズ（2022年 - 2023年）
  - 王様戦隊キングオージャー（2023年 - 2024年）
  - 爆上戦隊ブンブンジャー（2024年）[15]
  - ナンバーワン戦隊ゴジュウジャー（2025年）[16]

### ネットムービー
- 炎神戦隊ゴーオンジャー BONBON！BONBON！ネットでBONG!!（2008年）
- ネット版 仮面ライダー×スーパー戦隊 スーパーヒーロー大変 〜犯人はダレだ?!〜（2012年）
- 勇敢戦隊ブレイブフロンティア（2018年）
- 獣電戦隊キョウリュウジャー「ブレイブ33.5 これぞブレイブ!たたかいのフロンティア」（2018年）
- 機界戦隊ゼンカイジャー スピンオフ ゼンカイレッド大紹介！（2021年）
- 爆上戦隊ブンブンジャー formation lap 始末屋 オブ ギャラクシー（2025年[17]）

### オリジナルビデオ
- みんないっしょにロボコンたいそう（1999年）
- 美少女戦士セーラームーン『Act.ZERO』オマケミニドラマ『タキシード仮面誕生の秘密』（2005年）※脚本も担当
- 獣拳戦隊ゲキレンジャー スペシャルDVD ギュンギュン!拳聖大運動会（2007年）
- 炎神戦隊ゴーオンジャー スペシャルDVD ゼミナールだよ!全員GO-ON!（2008年）
- 侍戦隊シンケンジャー -特別幕- 新侍英雄伝（2009年）
- 天装戦隊ゴセイジャー Special Epic ニューヒーロー降臨!（2010年）
- 特命戦隊ゴーバスターズVSビートバスターVS J（2012年）
- 帰ってきた特命戦隊ゴーバスターズVS動物戦隊ゴーバスターズ（2013年）
- ルパンレンジャーVSパトレンジャーVSキュウレンジャー（2019年）
- 王様戦隊キングオージャーVSドンブラザーズ（2024年）[18]
- 爆上戦隊ブンブンジャーVSキングオージャー（2025年）[19]

### その他
- 機界戦隊ゼンカイジャー Blu-rayCOLLECTION映像特典「ゼンカイ豆劇場」（2021年）